# Neopsephus takasago
Neopsephus takasago – gatunek chrząszcza z rodziny sprężykowatych, umieszczony w rodzaju monotypowym.
Gatunek ten opisany został przez Kishii w 1990. Badacz ten jest autorem zarówno rodzaju, jak i gatunku. Dokonując opisu, specjalista bazował na pochodzącej z Republiki Chińskiej samicy, w 2008 Casari podaje cały czas, że gatunek znany jest jedynie ze swojej typowej okolicy. W dalszym ciągu nie wymienia się innych, niż typowy, gatunków w tym rodzaju.
Kishii porównywał stworzony przez siebie rodzaj z dwoma innymi: Lampropsephus Fleutiaux, 1928 (monotypowy z gatunkiem Lampropsephus cyaneus) oraz Sphenomerus Candèze, 1859. Pomimo braku własnych badań nad tym chrząszczem Casari na podstawie opisu autorstwa Kishii podejrzewa, że tarsomery drugi i trzeci są blaszkowate. Na tej podstawie wyciąga opublikowany w 2008 wniosek o przynależności rodzaju do podplemienia Dicrepidiina w obrębie plemienia Ampedini i podrodziny Elaterinae.